# Edertalschule Frankenberg
Die Edertalschule ist ein traditionelles Gymnasium in Frankenberg (Eder). Sie liegt im südwestlichen Teil des Landkreises Waldeck-Frankenberg in Hessen und ist das einzige Gymnasium im Altkreis Frankenberg, dessen Einzugsgebiet sie bis heute abdeckt. Aufgrund dieses Umstands ist sie, trotz der eher ländlichen Lage, eines der nach Schülerzahl größten Gymnasien Hessens.

## Geschichte
Das Gymnasium befindet sich, abgesehen von einigen Neubauten, in den Gebäuden des 1904 gegründeten Lehrerseminars, wo es ab 1922 zunächst unter dem schlichten Namen „Aufbauschule“ firmierte und 1925 in „Edertalschule“ umgetauft wurde.
In der Blütezeit der Stadt Frankenberg im Mittelalter begann auch das Schulwesen aufzuleben. Schon 1254 wird in Chroniken ein Priester Arnoldus als Schulmeister einer angesehenen Lateinschule bezeichnet, aus der einige berühmt gewordene Schüler hervorgingen, unter anderem der Chronist Wigand Gerstenberg, der Arzt und Botaniker Euricius Cordus oder der Humanist und große neulateinische Dichter Helius Eobanus Hessus. Bis 1872 unterrichteten evangelische und reformierte Geistliche die ersten Mädchen- und Jungenklassen in Nebenräumen der Liebfrauenkirche.
Mit den Gesetzen des preußischen Volksschulwesens (Generallandschulreglement) kam dann der pädagogische Durchbruch, indem von nun an sämtliche Schüler ausschließlich von in Seminaren ausgebildeten Lehrern unterrichtet wurden. Bereits im darauffolgenden Jahr wurde mit der Präparandie als höhere Privatschule der Vorläufer des späteren Lehrerseminars gegründet, welches am 1. Oktober 1901 seinen Dienst aufnahm. Ab 1903 begann dann der Bau des neuen Seminar- und späteren Schulgebäudes, in das die Seminaristen am 9. Januar 1904 umzogen. Somit war Frankenberg kurzzeitig bis 1925 Hochschulstandort für die Ausbildung von Lehrern. Ab 1922 wurde parallel dazu aus dem Lehrerseminar eine staatliche Aufbauschule, in der Schüler nach sieben Jahren Volksschule zum Abitur geführt wurden, bevor sie schließlich in ein neunstufiges Vollgymnasium umgewandelt wurde. Mit kurzer Unterbrechung, als 1944 ein Wehrmachtslazarett aus Grodno in die Räumlichkeiten der Edertalschule verlegt wurde, verfügt Frankenberg seitdem über ein vollwertiges Gymnasium.

## Edertalschule heute

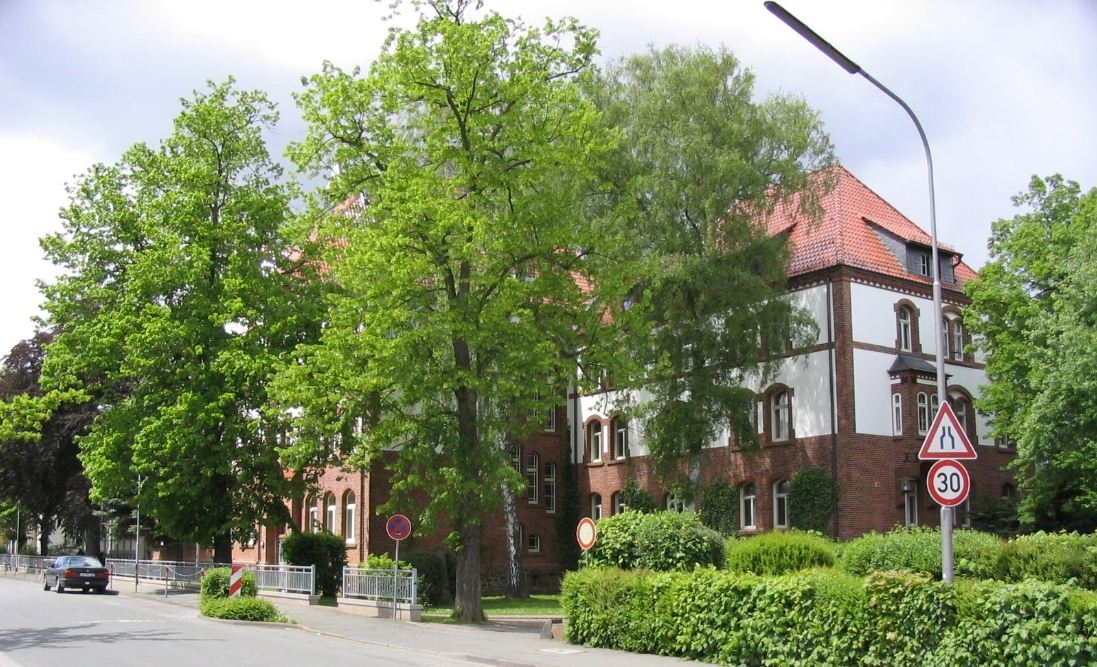
Die Edertalschule in der Geismarer Straße (Vorderseite)

Ein besonderer Schwerpunkt der Edertalschule ist der Musikunterricht mit musikalischer Frühförderung und der Unterricht in den MINT-Fächern.
Seit 2002 ist die Edertalschule vom Land Hessen als besondere Schule für Musik ausgezeichnet und wird entsprechend gefördert. Sie verfügt über ein Jugendsinfonieorchester der Jahrgangsstufen 7–12, spezielle Orchesterklassen ab dem 5. Schuljahr mit darauf aufbauendem Jugendorchester, diverse Chöre sowie eine Big Band und hat mit diesen Ensembles bereits zahlreiche nationale und internationale Auftritte absolviert. Unter anderem in Schloss Esterházy, der Martin-Luther-Universität Halle-Wittenberg, der Kleinen Oper Bad Homburg, dem Kongress Palais Kassel oder bei einer Konzerttournee im US-Bundesstaat Wisconsin. Letztere fand bereits zum zweiten Mal hintereinander von Sheboygan aus statt, wo die Schüler in Gastfamilien wohnten.
Im Bereich der Naturwissenschaften wird viel Wert auf experimentelles Arbeiten gelegt und regelmäßig mit verschiedenen Projekten an Jugend forscht teilgenommen. Die Edertalschule ist Teil des MINT-Excellence-Center-Netzwerks und bietet beispielsweise eine Physik-AG der Mittelstufe, eine Astronomie-AG, diverse Mathematik-Wettbewerbe sowie eine Young Engineer Academy in Zusammenarbeit mit den Viessmann Werken und der Technischen Hochschule Mittelhessen an.
Des Weiteren gibt es eine Pädagogische Mittagsbetreuung mit Mensa, Hausaufgabenbetreuung, Unterhaltungsprogramm und Förderunterricht in Kleingruppen. Neben zahlreichen Sport-AGs, beispielsweise auch in Fun-Sportarten, verfügt die Edertalschule über eine große und gut ausgebaute Theater-AG, welche zahlreiche regionale und überregionale Aufführungen darbietet. In einer großen Mediathek mit Bücherei und PC-Arbeitsplätzen stellt die Edertalschule ihren Schülern zudem einen Raum für Recherche- und Lernzwecke zur Verfügung.
An der Edertalschule ist sowohl das Abitur nach Klasse 12 als auch die alte Regelung mit 13 Jahren Schulzeit möglich.

## Förderverein
Im Jahr 1993 gründeten sich die „Freunde und Förderer der Edertalschule“ und betätigen sich seitdem als Sponsoren für schulische Belange. Der Verein verfügt über 300 Mitglieder, versteht sich als Bindeglied zwischen Schule und Elternschaft und hat durch seine finanzielle Unterstützung unter anderem an dem Aufbau der Chöre und Orchester mitgewirkt. So hat er allein in 2012 etwa 25.000 € an Spendengeldern eingesammelt. Zudem knüpft der Verein Kontakte zu Ehemaligen und fungiert somit als Alumni-Netzwerk für die Edertalschule.

## Bekannte Schülerinnen und Schüler
Diese Liste erhebt keinen Anspruch auf Vollständigkeit.
- Hermann Mörchen (1906–1990), Philosoph, Religions- und Literaturwissenschaftler
- Ansgar Nierhoff (1941–2010), Bildhauer und  documenta-Künstler
- Helmut Debelius (* 1947), Meeresforscher, Autor und Unterwasserfotograf
- Dorli Rauch (* 1950), Politikerin (Grüne)
- Christiane Kohl (* 1954), Journalistin und Schriftstellerin
- Reinhold Kroll (1955–2010), Astrophysiker
- Jürgen Gießing (* 1967), Sport- und Erziehungswissenschaftler
- Lutz Berger (* 1969), Islamwissenschaftler, Turkologe und Hochschullehrer
- Jens Womelsdorf (* 1980), Politiker (SPD)
- Jasmin Jannermann (* 1988), Fußballspielerin (Deutsche Meisterin 2005 und 2007)
- Christian Durstewitz (* 1989), Sänger